# ویران کردن
«ویران کردن» یا «پلی دیستروی» (به انگلیسی: Play Destroy) ترانه‌ای از خواننده-ترانه‌پرداز آمریکایی پاپی به‌همراهٔ موسیقی‌دان کانادایی گرایمز می‌باشد که در نخستین آلبوم استودیویی وی تحت عنوان آیا من یک دختر هستم؟ (۲۰۱۸) قرار دارد.